# Cantone di Tourteron
Il Cantone di Tourteron era una divisione amministrativa dell'arrondissement di Vouziers
A seguito della riforma approvata con decreto del 21 febbraio 2014, che ha avuto attuazione dopo le elezioni dipartimentali del 2015, è stato soppresso.

## Composizione
Comprendeva i comuni di:
- Écordal
- Guincourt
- Jonval
- Lametz
- Marquigny
- Neuville-Day
- La Sabotterie
- Saint-Loup-Terrier
- Suzanne
- Tourteron